# Trieste (croiseur)
Pour les articles homonymes, voir Trieste (homonymie).
Le Trieste est un croiseur lourd de la Regia Marina (marine militaire italienne) faisant partie de la classe Trento. Sa construction débuta à Trieste en 1925 et il fut coulé en 1943.

## Caractéristiques
Les croiseurs italiens de la classe Trento sont les premiers navires spécifiquement conçus pour respecter les conditions du Traité naval de Londres, qui limite le déplacement des croiseurs à 10 000 t et le calibre maximum à 8" (203 mm). Cette limitation rend difficile la combinaison de la puissance de feu, la vitesse et la protection dans un seul projet. Un autre problème que doivent affronter les concepteurs italiens est l'impossibilité pour leurs navires de protéger à la fois les longues lignes côtières et les bases navales éloignées, c'est pour cette raison qu'une très grande rapidité est requise. Ils font donc le choix de sacrifier la cuirasse des navires et la capacité des réservoirs de carburant et, bien que les unités sont alors armées de canons de 203 mm, ils réussissent à maintenir la vitesse désirée.
Trois navires de cette classe sont construits et ils portent tous le nom de villes libérées de la domination austro-hongroise à la fin de la Première Guerre mondiale : le Trento (d'après la ville de Trente), le Trieste (d'après la ville de Trieste) et le Bolzano (d'après la ville de Bolzano). Comme ce dernier, construit au début des années 1930, présente quelques améliorations par rapport aux deux croiseurs précédents, il est parfois considéré comme d'une classe distincte.
La classe Trento est aussi parmi les premières à utiliser des canons antiaériens OTO Melara Spa de 100⁄47 mm (calibre d'une longueur de 47 fois son diamètre ; 100 mm), qui deviennent par la suite très communs dans les marines italienne, argentine, grecque, espagnole, suisse et soviétique où ils ont servi notamment pendant la Seconde Guerre mondiale, la Guerre froide et la Guerre d'Espagne. Ils pèsent 2 177 kg pour 4 985 mm de long, ont un angle d'élévation de -5° à +85° et une portée de 15 240 m. Ils sont installés sur un double affût avec piédestal protégé également développé par OTO Melara en 1924.
Les moteurs du Trento et du Trieste sont constitués de quatre turbines de la société Parsons Marine Steam Turbine Company auxquelles la vapeur est fournie par douze chaudières à tubes d'eau. Elles transmettent à quatre hélices la puissance de 150 000 ch ce qui permet d'atteindre les 35 nœuds,. Les deux croiseurs ont une autonomie de 4 432 milles à la vitesse de 16 nœuds, ils déplacent par ailleurs 10 500 t chacun.
L'armement principal est à l'origine composé de huit canons Ansaldo de 203/50 mm du modèle de 1924 répartis dans quatre tourelles jumelées. L'armement secondaire quant à lui comprend seize canons OTO Melara SpA de 100/47 mm du modèle de 1927 disposés dans huit tourelles jumelées,. La défense anti-aérienne repose sur quatre canons Vickers-Terni de 40/39 mm et huit mitrailleuses de 12,7 mm placés dans quatre tourelles jumelées,. Huit lance-torpilles de 533 mm installés dans quatre tourelles jumelées non-amovibles, complètent ce dispositif. Les croiseurs possèdent également la capacité d’accueillir trois hydravions à leur bord,.
À partir de 1937, l'armement secondaire est modifié ; les canons de 100/47 de quatre tourelles situées à l'arrière du bateau sont remplacés par huit canons 37/54 mm, tandis que huit mitrailleuses individuelles de 13,2 mm remplacent les quatre canons 40/39 mm et quatre mitrailleuses de 12,7 mm, augmentant les capacités de défense anti-aérienne à courte portée des navires.

## Histoire du croiseur
La construction du croiseur débute le 22 juin 1925 dans le Stabilimento Tecnico Triestino, à Trieste. En mai 1929, il accomplit avec le croiseur Trento un voyage de La Spezia à Barcelone,. Il fait ensuite partie de la Troisième Division Navale dans laquelle il participe à la Seconde Guerre mondiale.
En 1940, il combat à la bataille du cap Teulada où, avec les trois autres navires de la classe Trento, il fait feu sur la flotte anglaise à plus de 19 km (soit environ 12 miles). Il est fréquemment admis que le Trieste ou le Trento a touché à deux reprises l’HMS Berwick et l’HMS Manchester.
Le 21 novembre 1941, le croiseur est touché par une torpille du sous-marin HMS Utmost. Il est gravement endommagé mais réussit à rejoindre, non sans difficultés, la base de Messine. Il reste ainsi hors service jusqu'au milieu de l'année 1942, quand il rejoint la flotte italienne. Le 10 avril 1943, le Trieste est coulé après avoir été frappé par plusieurs bombes larguées depuis un Consolidated B-24 Liberator de l'United States Army Air Forces dans le port de La Maddalena, en Sardaigne,. Après la guerre, le navire, renfloué, est vendu à l'Espagne en 1951, il est alors transporté puis entreposé à Ferrol, en Galice, avec le projet d'être reconverti en porte-avions. Mais un changement de planification de l'Armada espagnole voit le projet abandonné et le Trieste est donc démoli.

### Sur la classe Trento
- (it) Franco Gay, Incrociatore pesanti classe "Trento", vol. 1, Bizzarri, 1975 (lire en ligne)

### Sur les croiseurs de la Seconde Guerre mondiale
- (it) Giorgio Giorgerini, La guerra italiana sul mare. La Marina fra vittoria e sconfitta 1940-1943, Mondadori, 2002 (lire en ligne)
- (en) Jack Green et Alessandro Massignani, The Naval War in the Mediterranean, 1940-1943, Londres, Chatam Publishing, 1998, 352 p. (ISBN 1-86176-057-4)
- (en) Arnold Hague, The Allied Convoy System 1939-1945, Annapolis, Naval Institute Press, 2000 (ISBN 1-55750-019-3)
- (it) Francesco Mattesini, La battaglia di Capo Teulada: 27-28 novembre 1940, Office historique de la Marine Militaire italienne, 2000, p. 114
- (it) James J. Sadkovich, La Marina italiana nella seconda guerra mondiale, Universale Economica Feltrinelli, 2014 (ISBN 9788807885327, lire en ligne)
- (en) M. J. Whitley, Cruisers of World War Two : An International Encyclopedia, Londres, Arms and Armour Press, 1995 (ISBN 1-85409-225-1 et 1-86019-874-0)

### Sur les navires de guerre
- (en) Antony Preston, John Jordan et Stephen Dent, Warship, Londres, Anova Books, 2007 (ISBN 978-1-84486-041-8 et 1-84486-041-8)
- (it) Giorgio Giorgerini, Attacco dal mare. Storia dei mezzi d'assalto della Marina italiana, Mondadori, 2007 (lire en ligne)
- (en) John Campbell, Naval Weapons of World War Two, Naval Institute Press, 1985
- (en) Robert Gardiner et Roger Chesneau, Conway’s All the World’s Fighting Ships (1922-1946), New York, Mayflower Books, 1980 (ISBN 0-8317-0303-2)

### Sur d'autres thèmes
- (en) Brian Perret et Ian V. Hogg, Encyclopedia of the Second World War, Londres, Longman, 1989, 447 p. (ISBN 0-582-89328-3)
- (es) Busquets i Vilanova, Camil, Albert Campanera et Juan Luis Coello Lillo, Los Portaviones Españoles, Espagne, Aldaba, 1994 (ISBN 84-88959-02-8)